# Grabowie
Grabowie – część wsi Zagórze w Polsce położona w województwie łódzkim, w powiecie radomszczańskim, w gminie Wielgomłyny, wchodzi w skład sołectwa Zagórze.
W latach 1975–1998 Grabowie należało administracyjnie do województwa piotrkowskiego.